# Stanton Kidd
Stanton Justin Kidd (Baltimora, 18 marzo 1992) è un cestista statunitense, professionista in NBA e in Europa.

## Palmarès
- Eurocup: 1

Darüşşafaka: 2017-18